# Arichanna diffusaria
Arichanna diffusaria là một loài bướm đêm trong họ Geometridae.